# 戈涅县
戈涅县，一译国玉县，是柬埔寨蒙多基里省下辖的一个县。
据1998年人口普查，此县共有8,919人。
柬越战争初期，这一带是越南人民军与柬埔寨革命军的重要争夺地。